# Lista dos circuitos integrados da série 7400

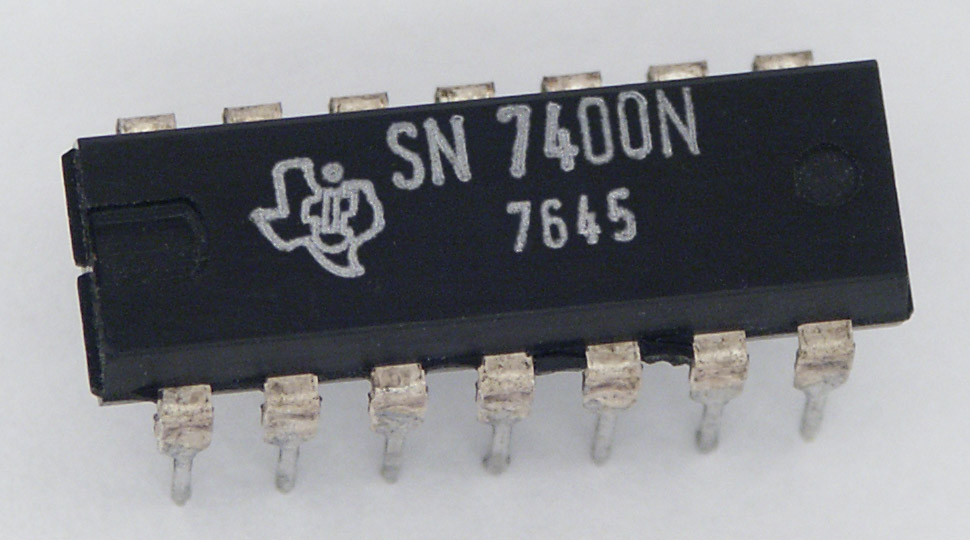
Um SN7400N da Texas Instruments.

A série 7400 se originou com os circuitos integrados TTL feitos pela Texas Instruments. Devido à popularidade destes componentes, eles foram produzidor por outros fabricantes que mantiveram a sequência da série 7400 para auxiliar na identificação de partes compatíveis. Alguns componentes com lógica TTL foram produzidos com uma faixa de temperatura estendida com especificações militares. Estas partes possuem o prefixo 54 ao invés de 74 em sua numeração. 
Os componentes TTL produzidos por fabricantes como a Signetics e Motorola podem possuir diferentes prefixos numéricos e séries de numeração completas. 
Alguns caracteres alfabéticos utilizados para designar uma subfamília lógica pode seguir os prefixos 54 ou 74 na numeração, como o 74LS74 para Schottky de baixa potência. Alguns componentes CMOS tais com o 74HCT74 para CMOS de alta velocidade com entradas compatíveis com o padrão TTL são funcionalmente similares à sua contraparte TTL. Nem todas as funções estão disponíveis em todas as famílias.
Em alguns casos, tais como o 7478 e o 74107, o mesmo sufixo em diferentes famílias não possuem funções lógicas equivalentes.

## Série 7400
Lista dos circuitos integrados utilizando transistores TTL da série 7400.
- 7400: Quatro portas NAND de duas entradas
- 7401: Quatro portas NAND de duas entradas com coletor aberto
- 7402: Quatro portas NOR de duas entradas
- 7403: Quatro portas NAND de duas entradas com coletor aberto
- 7404: Seis inversores (porta NOT)
- 7405: Seis inversores (porta NOT com saídas com coletor aberto
- 7406: Seis Buffer/Driver inversores com saídas de 30V com coletor aberto
- 7407: Seis Buffer/Driver com saídas de 30V com coletor aberto
- 7408: Quatro portas AND de duas entradas
- 7409: Quatro portas AND de duas entradas com coletor aberto
- 7410: Três portas NAND de três entradas
- 7411: Três portas AND de três entradas
- 7412: Três portas NAND de três entradas com coletor aberto
- 7413: Duas portas NAND de quatro entradas disparador Schmitt
- 7414: Seis inversores disparador Schmitt
- 7415: Três portas AND de três entradas com coletor aberto
- 7416: Seis Buffer/Driver inversores com saídas de 15V com coletor aberto
- 7417: Seis Buffer/Driver com saída de 15V com coletor aberto
- 7419: Seis inversores disparador Schmitt
- 7420: Duas portas NAND de quatro entradas
- 7421: Duas portas AND de quatro entradas
- 7422: Duas portas NAND de quatro entradas com coletor aberto
- 7423: Duas portas NOR de quatro entradas com strobe expansíveis
- 7425: Duas portas NOR de quatro entradas com strobe
- 7426: Quatro portas NAND de duas entradas com saídas de 15V com coletor aberto
- 7427: Três portas NOR de três entradas
- 7428: Quatro portas NOR de duas entradas
- 7430: Uma porta NAND de oito entradas
- 7431: Seis elementos de atraso
- 7432: Quatro portas OR de duas entradas
- 7433: Quatro portas NOR buffer de duas entradas com coletor aberto
- 7436: Quatro portas NOR de duas entradas (pinagem diferente do 7402)
- 7437: Quatro portas NAND de duas entradas
- 7438: Quatro portas NAND de duas entradas com coletor aberto
- 7439: Quatro portas NAND buffer de duas entradas
- 7440: Duas portas NAND buffer de quatro entradas
- 7441: Driver BCD para Decodificador Decimal/válvula Nixie
- 7442: Decodificador BCD para Decimal
- 7443: Decodificador Excesso-3 para Decimal
- 7444: Decodificador Gray-Excesso-3 para Decimal
- 7445: Decodificador BCD para Decimal
- 7446: Decodificador BCD para 7 segmentos com saídas de 30V com coletor aberto
- 7447: Decodificador BCD para 7 segmentos com saídas de 15V com coletor aberto
- 7448: Decodificador BCD para 7 segmentos com parada
- 7449: Decodificador BCD para 7 segmentos com coletor aberto
- 7450: Duas portas AND-OR-AND 2-wide de duas entradas (uma porta expansível)
- 7451: Duas portas AND-OR-AND 2-wide de duas entradas
- 7452: Porta AND-OR 4-Wide de duas entradas expansível
- 7453: Porta AND-OR-NOT 4-Wide de duas entradas expansível
- 7454: Porta AND-OR-NOT 4-Wide de duas entradas
- 7455: Porta AND-OR-NOT 2-Wide de quatro entradas (a versão 74H é expansível)
- 7460: Dois expansores de quatro entradas
- 7461: Três expansores de três entradas
- 7462: Expansores de 3-2-2-3-entradas
- 7463: Seis portas de interface sensíveis a corrente
- 7464: Porta AND-OR-NOT de 4-2-3-2-entradas
- 7465: Porta AND-OR-NOT de 4-2-3-2 entradas com coletor aberto
- 7470: Flip-Flop J-K com Preset e Clear com porta AND ativado por borda de subida
- 74H71: Flip-flop JK mestre escravo com Preset com porta AND-OR
- 74L71: Flip-flop RS mestre escravo com Preset e Clear com porta AND
- 7472: Flip-Flop JK mestre escravo com Preset e Clear com porta AND
- 7473: Dois Flip-Flops JK com Clear
- 7474: Dois Flip-Flops tipo D com Preset e Clear ativos por borda de subida
- 7475: Latch biestável de 4-bits
- 7476: Dois Flip-Flops JK com Preset e Clear
- 7477: Latch biestável de 4-bits
- 74H78, 74L78: Dois Flip-Flops JK com Preset, Clear comum e Clock comum
- 74LS78A: Dois flip-flops JK com Preset, Clear comum e clock comum ativos por borda de descida
- 7479: Dois flip-flops D
- 7480: Somador completo com disparo
- 7481: Memória RAM de 16 bits Random Access Memory
- 7482: Somador completo de 2 bits
- 7483: Somador completo de 4 bits
- 7484: Memória RAM de 16 bits
- 7485: Comparador de magnitude de 4 bits
- 7486: Quatro portas XOR (ou exclusivo) de duas entradas
- 7487: Elemento Verdadeiro/Complemento/Zero/Um de quatro bits
- 7488: Memória ROM de 256 bits
- 7489: Memória de leitura/escrita de 64 bits
- 7490: Contador de década (seções divide por 2 e divide por 5 separadas)
- 7491: Registrador de deslocamento de 8 bits com entrada serial, saída serial e entradas com disparo
- 7492: Contador divisor por 12 (seções divide por 2 e divide por 6 separadas)
- 7493: Contador binário de 4 bits (seções divide por 2 e divide por 8 separadas)
- 7494: Registrador de deslocamento de 4 bits, dois Presets assíncronos
- 7495: Registrador de deslocamento de 4 bits, entrada paralela, saída paralela, bidirecional
- 7496: Registrador de deslocamento com entrada paralela, saída paralela e Preset assíncrono
- 7497: Multiplicador binário síncrono de 6 bits
- 7498: Registrador de armazenamento/seleção de dados de 4 bits
- 7499: Registrador de deslocamento de 4 bits bidirecional universal
- 74100: Dois latch biestáveis de 4 bits
- 74101: Flip-Flop JK ativo por borda de descida com Preset e com disparo por porta AND-OR
- 74102: Flip-Flop JK ativo por borda de descida com Preset e Clear com disparo por porta AND
- 74103: Dois Flip-Flops JK ativos por borda de descida com Clear
- 74104: Flip-Flop JK Mestre Escravo
- 74105: Flip-Flop JK Mestre Escravo
- 74106: Dois Flip-Flops JK ativos por borda de descida com Preset e Clear
- 74107: Dois Flip-Flops JK com Clear
- 74107A: Dois Flip-Flops JK ativos por borda de descida com Clear
- 74108: Dois Flip-Flops JK ativos por borda de descida com Preset, Clear comum e Clock comum
- 74109: 8Dois Flip-Flops J-Not-K ativos por borda de subida com Preset e Clear
- 74110: Flip-Flop JK Mestre Escravo com disparo por porta AND com trava de dados
- 74111: Dois Flip-Flops JK Mestre Escravo com trava de dados
- 74112: Dois Flip-Flops JK ativos por borda de descida com Clear e Preset
- 74113: Dois Flip-Flops JK ativos por borda de descida com Preset
- 74114: Dois Flip-Flops JK ativos por borda de descida com Preset, Clock comum e Clear
- 74116: Dois latches de 4 bits com Clear
- 74118: Seis Latches set/reset
- 74119: Seis Latches set/reset
- 74120: Dois Excitadores/Sincronizadores de pulso
- 74121: Multivibrador monoestável
- 74122: Multivibrador monoestável reativável com Clear
- 74123: Dois multivibradores monoestáveis reativáveis com Clear
- 74124: Dois osciladores controlados por tensão
- 74125: Quatro buffers com saídas 3-state, ativos por sinal negativo
- 74126: Quatro buffers com saída 3-state, ativos por sinal positivo
- 74128: Quatro portas NOR de duas entradas esxitadores de linha
- 74130: Quatro portas AND de duas entrada buffers com saídas de 30V com coletor aberto
- 74131: Quatro portas AND de duas entrada bubbers com saídas de 15V com coletor aberto
- 74132: Quatro portas NAND de duas entradas com disparador Schmitt
- 74133: Porta NAND de treze entradas
- 74134: Porta NAND de doze entradas com saída 3-state
- 74135: Quatro portas NOR/XOR de duas entradas
- 74136: Quatro portas XOR (ou exclusivo) de duas entradas com coletor aberto
- 74137: Decodificador/Demultiplexador de 3 para 8 linhas com Latch de endereço
- 74138: Decodificador/Demultiplexador de 3 para 8 linhas
- 74139: Dois Decodificadores/Demultiplexadores de 2 para 4 linhas
- 74140: Duas portas NAND de quatro entradas com excitador de linha
- 74141: Decodificador/Excitador de BCD para decimal
- 74142: Contador de década/Latch de 4 bits/Decodificador de 4 bits para 7 segmentos/Excitador
- 74143: Contador de década/latch/decodificador/ exctador com corrente de 15 mA constante
- 74144: Contador de década/latch/decodificador/ excitador com saída de 15V com coletor aberto
- 74145: Decodificador BCD para decimal/Excitador
- 74147: Codificador de prioridade de 10 linhas para 4 linhas
- 74148: Codificador de prioridade de 8 linhas para 4 linhas
- 74150: Seletor de dados/Multiplexador de 16 linhas para 1 linha
- 74151: Seletor de dados/Multiplexador de 8 linhas para 1 linha
- 74152: Seletor de dados/Multiplexador de 8 linhas para 1 linha
- 74153: Dois Seletores de dados/Multiplexadores de 4 linhas para 1 linhas
- 74154: Demultiplexador de 4 linhas para 16 linhas
- 74155: Dois demultiplexadores de 2 linhas para quatro linhas
- 74156: Dois demultiplexadores de 2 linhas para quatro linhas com coletor aberto
- 74157: Dois multiplexadores/seletores de dados de 2 linhas para 1 linha sem inversão de saída
- 74158: Dois seletores de dados/multiplexadores de 2 linhas para 1 linha com inversão de saída
- 74159: Demultiplexador de 4 linhas para 16 linhas com coletor aberto
- 74160: Contador de década síncrono de 4 bits com Clear assíncrono
- 74161: Contador binário de 4 bits síncrono com Clear assíncrono
- 74162: Contador de década síncrono de 4 bits com Clear síncrono
- 74163: Contador binário de 4 bits com clear síncrono
- 74164: Registrador de deslocamento em série de 8 bits com saída paralela com clear assíncrono
- 74165: Registrador de deslocamento em série de 8 bits com cargas paralelas e saídas complementadas
- 74166: Registrador de deslocamento de 8 bits
- 74167: Multiplicador de taxa de década síncrono
- 74168: Contador de década de 4 bits ascendente/descendente síncrono
- 74169: Contador binário de 4 bits ascendente/descendente síncrono
- 74170: Banco de registradores 4 por 4 com saídas com coletor aberto
- 74172: Banco de registradores com portar múltiplas de 16 bits com saídas 3-state
- 74173: Quatro flip-flops D com saídas 3-state
- 74174: Seis flip-flops D com clear comum
- 74175: Quatro flip-flops D ativos por borda com saídas complementares e clear assíncrono
- 74176: Contador de década/Latch pré-ajustável
- 74177: Contador de década/Latch pré-ajustável
- 74178: Registrador de deslocamento de 4 bits com acesso paralelo
- 74179: Registrador de deslocamento de 4 bits com acesso paralelo, clear assíncrono e saídas complementares
- 74180: Gerador e verificador de paridade Par/Ímpar de 9 bits
- 74181: Unidade lógica aritmética e gerador de funções de 4 bits
- 74182: Gerador de carry futuro
- 74183: Somador completo com dois carry-save
- 74184: Decodificador de BCD para binário
- 74185: Decodificador de binário para BCD
- 74186: Memória ROM de 512 bits (64x8) com coletor aberto
- 74187: Memória ROM de 1024 bits (256x4) com coletor aberto
- 74188: Memória PROM de 256 bits (32x8) com coletor aberto
- 74189: Memória RAM de 64 bits (16x4) com saídas 3-state inversoras
- 74190: Contador de década ascendente/descendente síncrono
- 74191: Contador binário ascendente/descendente síncrono
- 74192: Contador de década ascendente/descendente síncrono com clear
- 74193: Contador binário de 4 bits (módulo 16) ascendente/descendente
- 74194: Registrador de deslocamento de 4 bits bidirecional universal
- 74195: Registrador de deslocamento de 4 bits com acesso paralelo
- 74196: Latch/Contador de década pré-ajustável
- 74197: Latch/Contador binário pré-ajustável
- 74198: Registrador de deslocamento de 8 bits bidirecional universal
- 74199: Registrador de deslocamento de 8 bits bidirecional universal com entradas J-Not-K
- 74200: Memória RAM de 256 bits com saídas 3-state
- 74201: Memória RAM de 256 bits (256x1) com saídas 3-state
- 74206: Memória RAM de 256 bits com coletor aberto
- 74209: Memória RAM de 1024 bits (1024x1) com saídas 3-state
- 74210: Oito buffers
- 74219: Memória RAM de 64 bits (16x4) com saídas 3-state nãoinversoras
- 74221: Dois multivibradores monoestáveis com entradas disparador Schmitt
- 74224: Memória FIFO 16 por 4 síncrona com saídas 3-state
- 74225: Memória FIFO 16x5 assíncrona
- 74226: Transceiver de dados de 4 bits paralelo com saídas 3-state
- 74232: Quatro Portas NOR disparador Schmitt
- 74237: Decodificador/Demultiplexador de 1 para 8 com latches de endereço e saídas ativas em nível alto
- 74238: Decodificador/Demultiplexador de 1 para 8 com saídas ativas em nível alto
- 74239: Dois Decodificadores/Demultiplexadores de 2 para 4 com saídas ativas em nível alto
- 74240: Oito buffers com saídas 3-state inversoras
- 74241: Oito buffers com saídas tristade não-inversoras
- 74242: Quatro transceivers de dados com saídas 3-state inversoras
- 74243: Quatro transceivers de dados com saídas 3-state não-inversoras
- 74244: Oito buffers com saídas 3-state não-inversoras
- 74245: Oito transceivers de dados com saídas 3-state não-inversoras
- 74246: Decodificador de BCD para 7 segmentos/Excitador com saídas de 30V com coletor aberto
- 74247: Decodificador de BCD para 7 segmentos/Excitador com saída de 15V com coletor aberto
- 74248: Decodificador de BCD para 7 segmentos/Excitador com saídas pull-up internas
- 74249: Decodificador de BCD para 7 segmentos/Excitador com coletor aberto
- 74251: Seletor de dados/Multiplexador de 8 linhas para 1 linha com saídas 3-state
- 74253: Dois seletores de dados/multiplexadores de 4 linhas para 1 linha com saídas 3-state
- 74255: Dois Latches de 4 bits endereçáveis
- 74256: Dois Latches de 4 bits endereçáveis
- 74257: Quatro seletores de dados/multiplexadores de 2 linhas para 1 linha com saídas 3-state não-inversoras
- 74258: Quatro seletores de dados/multiplexadores de 2 linhas para 1 linha com saídas 3-state inversoras
- 74259: Latch de 8 bits endereçáveis
- 74260: Duas Portas NOR de 5 entradas
- 74261: Multiplicador binário paralelo de 2 bits por 4 bits
- 74265: Quatro elementos de saída complementares
- 74266: Quatro portas XNOR de duas entradas com coletor aberto
- 74270: Memória ROM de 2048 bits (512x4) com coletor aberto
- 74271: Memória ROM de 2048 bits (256x8) com coletor aberto
- 74273: Registrador de 8 bits com reset
- 74274: Multiplicador binário de 4 bits por 4 bits
- 74275: Slice Wallace Tree de 7 bits
- 74276: Quatro flip-flops J-Not-K ativos por borda com clocks separados, preset comum e clear
- 74278: Resgistradores de prioridade de 4 bits cascate[aveis com entradas de dados com latches
- 74279: Quatro latches set-reset
- 74280: Verificador/Gerador de paridade Par/Impar de 9 bits
- 74281: Acumulador binário paralelo de 4 bits
- 74283: Somador binário completo de 4 bits
- 74284: Multiplicador binário paralelo de 4 bits por 4 bits (4 bits de ordem inferior do produto)
- 74285: Multiplicador binário paralelo de 4 bits por 4 bits (4 bits de ordem superior do produto)
- 74287: Memória PROM de 1024 bits (256x4)  com saídas 3-state
- 74288: Memória PROM de 256 bits (32x8) com saídas 3-state
- 74289: Memória RAM de 64-bit (16x4) com coletor aberto
- 74290: Contador de década (seções divide por 2 e divide por 5 separadas
- 74291: Registrador de deslocamento de 4 bits universal, contador binário ascendente/descendente síncrono
- 74292: Temporizador digital/Divisor de frequência programável
- 74293: Contador binário de 4 bits (seções divide por 2 e divide por 8 separadas
- 74294: Temporizador digital/Divisor de frequência programável
- 74295: Registrador bidirecional de 4 bits com saídas 3-state
- 74297: Filtro digital Phase-Locked-Loop
- 74298: Quatro multiplexadores de 2 entradas com armazenamento
- 74299: Registadores de deslocamento/armazenamento de 8 bits bidirecionais universais com saídas 3-state
- 74301: Memória RAM de 256 bits (256x1)  com coletor aberto
- 74309: Memória RAM de 1024 bits (1024x1) com coletor aberto
- 74310: Oito buffers com entradas disparador Schmitt
- 74314: Memória RAM de 1024 bits
- 74322: Registrador de deslocamento de 8 bits com extensão de sinal e saídas 3-state
- 74323: Registrador de deslocamento/armazenamento de 8 bits com saídas 3-state
- 74324: Oscilador controlado por tensão (ou controlado por cristal)
- 74340: Oito buffers com entradas disparador Schmitt e saídas 3-state inversoras
- 74341: Oito buffers com entradas disparador Schmitt e saídas 3-state não-inversoras
- 74344: Oito buffers com entradas disparador Schmitt e saídas 3-state não-inversoras
- 74348: Codificador de prioridade de 8 linhas para 3 linhas com saídas 3-state
- 74350: Deslocador de 4 bit com saídas 3-state
- 74351: Dois Multiplexadores/Seletores de dados de 8 linhas para 1 linha com saídas 3-state e 4 entradas de dados comuns
- 74352: Dois Multiplexadores/Seletores de dados de 4 linhas para 1 linha com saídas inversoras
- 74353: Dois Multiplexadores/Seletores de dados de 4 linhas para 1 linha com saídas 3-state
- 74354: Multiplexador/Seletor de dados de 8 linhas para 1 linha com latch transparente e saídas 3-state
- 74356: Multiplexador/Seletor de dados de 8 linhas para 1 linha com registrador ativado por borda e saídas 3-state
- 74362: Excidador/Gerador de Clock de fase (também conhecido como TIM9904)
- 74365: Seis buffers com saídas 3-state não-inversoras
- 74366: Seis buffers com saídas 3-state inversoras
- 74367: Seis buffers com saídas 3-state não-inversoras
- 74368: Seis buffers com saídas 3-state inversoras
- 74370: Memória ROM de 2048 bits (512x4) com saídas 3-state
- 74371: Memória ROM de 2048 bits (256x8) com saídas 3-state
- 74373: Oito latches transparentes com saídas 3-state
- 74374: Oito registradores com saídas 3-state
- 74375: Quatro lacthes biestáveis
- 74376: Quatro flip-flops J-Not-K com clock comum e clear comum
- 74377: Registrador de 8 bits com Clock Enable
- 74378: Registrador de 6 bits com Clock Enable
- 74379: Registrador de 4 bits com Clock Enable e saídas complementares
- 74380: Registrador de 8 bits multifunção
- 74381: Unidade Lógica Aritmética/Gerador de funções de 4 bits com saídas de geração e propagação
- 74382: Unidade Lógica Aritmética/Gerador de funções de 4 bits com saídas Ripple Carry e Overflow
- 74385: Quadro somadores/subtratores de 4 bits
- 74386: Quatro portas XOR de 2 entradas
- 74387: Memória PROM de 1024 bits (256x4) com coletor aberto
- 74390: Dois contadores de década de 4 bits
- 74393: Dois contadores binários de 4 bits
- 74395: Registrador de deslocamento de 4 bits universal com saídas 3-state
- 74398: Quatro multiplexadores de 2 entradas com armazenamento e saídas complementares
- 74399: Quatro multiplexadores de 2 entradas com armazenamento
- 74408: Árvore de paridade de 8 bits
- 74412: Latch de 8 bits multi-modo com buffer com saídas 3-state e clear (o 74S412 é equivalente ao Intel 8212, TI TIM8212)
- 74423: Dois multivibradores monoestáveis reativáveis
- 74424: Excitador/Gerador de clock de fase (o 74LS424 é equivalente ao Intel 8224, TI TIM8224)
- 74425: Quatro portas com saídas 3-state e enables ativos em nível baixo
- 74426: Quatro portas com saídas 3-state e enables ativos em nível alto
- 74428: Controlador de sistema para o 8080A (o 74S428 é equivalente ao Intel 8228, TI TIM8228)
- 74438: Controlador de sistema para o 8080A (o 74S438 é equivalente ao Intel 8238, TI TIM8238)
- 74440: Quatro transceivers de dados tridirecionais com saídas com coletor aberto não-inversoras
- 74441: Quatro transceivers de dados tridirecionais com saídas com coletor aberto inversoras
- 74442: Quatro transceivers de dados tridirecionais com saídas 3-state não-inversoras
- 74443: Quatro transceivers de dados tridirecionais com saídas 3-state inversoras
- 74444: Quatro transceivers de dados tridirecionais com saídas inversoras e não-inversoras
- 74448: Quatro transceivers de dados tridirecionais com saídas inversoras e não-inversoras com coletor aberto
- 74450: Multiplexador de 16 linhas para 1 linha com saídas complementares
- 74451: Dois multiplexadores de 8 linhas para 1 linhas
- 74452: Dois contadores de década síncronos
- 74453: Dois contadores binários síncronos
- 74453: Multiplexador de 4 linhas para 1 linhas
- 74454: Dois contadores de década ascendentes/descendentes síncronos com entrada preset
- 74455: Dois contadores binários ascendentess/descendentes síncronos com entrada preset
- 74456: Somador NBCD (Natural Binary Coded Decimal)
- 74460: Switch de transferencia de dados
- 74461: Contador binário de 8 bits pré-ajustável com saídas 3-state
- 74462: Transmissor de link em fibra óptica
- 74463: Receptor de link em fibra óptica
- 74465: Oito buffers com saídas 3-state
- 74468: Dois conversores de nível MOS para TTL
- 74470: Memória PROM de 2048 bits (256x8) com coletor aberto
- 74471: Memória PROM de 2048 bits (256x8) com saídas 3-state
- 74472: Memória PROM com coletor aberto
- 74473: Memória PROM com saídas 3-state
- 74474: Memória PROM com coletor aberto
- 74475: Memória PROM com saídas 3-state
- 74481: Elementos de processamento slice de 4 bits
- 74482: Elementos de processamento slice de 4 bits expansíveis
- 74484: Decodificador de BCD para binário (SN74S371 ROM programada mascarada)
- 74485: Decodificador de binário para BCD (SN74S371 ROM programada mascarada)
- 74490: Dois contadores de década
- 74491: Contador binário de 10 bits ascendente/descendente com preset limitado e saídas 3-state
- 74498: Registrador de deslocamento de 8 bits bidirecional com saídas paralelas e saídas 3-state
- 74508: Multiplicador/Divisor de 8 bits
- 74521: Comparador de 8 bits
- 74531: Oito latches transparentes com saídas 3-state de 32 mA
- 74532: Oito registradores com saídas tristete de 32 mA
- 74533: Oito latches transparentes com saídas 3-state inversoras
- 74534: Oito registradores com saídas 3-state inversoras
- 74535: Oito latches transparentes com saídas 3-state inversoras
- 74536: Oito registradores com saídas 3-state inversoras de 32 mA
- 74537: Decodificador de BCD para decimal com saídas 3-state
- 74538: Demultiplexadores de 1 linha para 8 linhas com saídas 3-state
- 74539: Dois demultiplexadores de 1 linha para 4 linhas com saídas 3-state
- 74540: Oito buffers com saídas 3-state
- 74541: Oito buffers com saídas 3-state
- 74560: Contador de década de 4 bits com saídas 3-state
- 74561: Contador binário de 4 bits com saídas 3-state
- 74563: Latch transparente de 8 bits do tipo D com saída 3-state inversoras
- 74564: Registrador de 8 bits do tipo D ativado por borda com saídas 3-state
- 74568: Contador de década ascendente/descendente com saídas 3-state
- 74569: Contador binário ascendente/descendente com saídas 3-state
- 74573: Oito latches transparentes do tipo D com saídas trsitate
- 74574: Oito flip-flops do tipo D com saídas 3-state
- 74575: Oito flip-flops do tipo de com clear síncrono e saídas 3-state
- 74576: Oito flip-flops do tipo D com saídas 3-state inversoras
- 74577: Oito flip-flops do tipo D com clear síncrono e saídas 3-state inversoras
- 74580: Oito transceivers/latches com saídas 3-state inversoras
- 74589: Registrador de deslocamento de 8 bits com latch de entrada e saídas 3-state
- 74590: Contador binário de 8 bits com registradores de saída e saídas 3-state
- 74592: Contador binário de 8 bits com registradores de saída
- 74593: Contador binário de 8 bits com registradores de entrada e saídas 3-state
- 74594: Registrador de deslocamento com entrada serial com latches de saída
- 74595: Registrador de deslocamento com entrada serial com registradores de saída
- 74596: Registrador de deslocamento com entrada serial com registradores de saída e coletor aberto
- 74597: Registrador de deslocamento com saída serial com latches de entrada
- 74598: Registrador de deslocamento com latches de entrada
- 74600: Controlador de refresh de memória dinâmica, modos transparende e rajada (burst), para DRAMs de 4 KB ou 16 KB (74LS600 é equivalente ao TI TIM99600)
- 74601: Controlador de refresh de memória dinâmica, modos transparende e rajada (burst), para DRAMs de 64 KB (74LS601 é equivalente ao TI TIM99601)
- 74602: Controlador de refresh de memória dinâmica, modos ciclo rápido e rejada (burst), para DRAMs de 4 KB ou 16 KB (74LS602 é equivalente ao TI TIM99602)
- 74603: Controlador de refresh de memória dinâmica, modos ciclo rápido e rejada (burst), para DRAMs de 64 KB (74LS603 é equivalente ao TI TIM99603)
- 74604: Oito multiplexadores de 2 entradas com lacthes de alta velocidade com saídas 3-state (74LS604 é equivalente ao TI TIM99604)
- 74605: Oito multiplexadores de 2 entradas com lacthes de alta velocidade com coletor aberto (74LS605 é equivalente ao TI TIM99605)
- 74606: Oito multiplexadores de 2 entradas com lacthes, livre de falhas, com saídas 3-state (74LS606 é equivalente ao TI TIM99606)
- 74607: Oito multiplexadores de 2 entradas com lacthes, livre de falhas, com coletor aberto (74LS607 é equivalente ao TI TIM99607)
- 74608: Controlador de ciclo de memória (74LS608 é equivalente ao TI TIM99608)
- 74610: Mapeador de memória com latches e saídas 3-state (74LS610 é equivalente ao TI TIM99610)
- 74611: Mapeador de memória com latches e coletor aberto (74LS611 é equivalente ao TI TIM99611)
- 74612: Mapeador de memória com saídas 3-state (74LS612 é equivalente ao TI TIM99612)
- 74613: Mapeador de memória com coletor aberto (74LS613 é equivalente ao TI TIM99613)
- 74620: Oito transceivers de dados com saídas 3-state inversoras
- 74621: Oito transceivers de dados com saídas não-inversoras e coletor aberto
- 74622: Oito transceivers de dados com saídas inversoras e coletor aberto
- 74623: Oito transceivers de dados com saídas 3-state não-inversoras
- 74624: Oscilador controlado por tensão com controle de ativação, controle de faixa e saídas bifásicas
- 74625: Dois osciladores controlados por tensão com saídas bifásicas
- 74626: Dois osciladores controlados por tensão com controle de ativação e saídas bifásicas
- 74627: Dois osciladores controlados por tensão
- 74628: Oscilador controlado por tensão com controle de ativação, controle de faixa, compensação de temperatura externa e saídas bifásicas
- 74629: Dois osciladores controlados por tensão com controle de ativação e controle de faixa
- 74630: Detector e corretor de erros (EDAC) de 16 bits  com saídas 3-state
- 74631: Detector e corretor de erros (EDAC) de 16 bits com coletor aberto
- 74632: Detector e corretor de erros (EDAC) de 32 bits
- 74638: Oito transceivers de dados com saídas 3-state inversoras
- 74639: Oito transceivers de dados com saídas 3-state não-inversoras
- 74640: Oito transceivers de dados com saídas 3-state inversoras
- 74641: Oito transceivers de dados com saídas não-inversoras e coletor aberto
- 74642: Oito transceivers de dados com saídas inversoras e coletor aberto
- 74643: Oito transceivers de dados com saídas 3-state inversoras e não-inversoras
- 74644: Oito transceivers de dados com saídas inversoras e não-inversoras e coletor aberto
- 74645: Oito transceivers de dados
- 74646: Oito transceivers de dados/Latches/Multiplexadores com saídas 3-state
- 74647: Oito transceivers de dados/Latches/Multiplexadores com coletor aberto
- 74648: Oito transceivers de dados/Latches/Multiplexadores com saídas 3-state inversoras
- 74649: Oito transceivers de dados/Latches/Multiplexadores com saídas inversoras e coletor aberto
- 74651: Oito transceivers de dados/Registrador com saídas tristete inversoras
- 74652: Oito transceivers de dados/Registrador com saídas 3-state não-inversoras
- 74653: Oito transceivers de dados/Registrador com saídas 3-state inversores e coletor aberto
- 74654: Oito transceivers de dados/Registrador com saídas 3-state não-inversoras e coletor aberto
- 74658: Oito transceivers de dados com paridade, inversores
- 74659: Oito transceivers de dados com paridade, não-inversores
- 74664: Oito transceivers de dados com paridade, inversores
- 74665: Oito transceivers de dados com paridade, não-inversores
- 74668: Contador de década de 4 bits síncrono ascendente/descendente
- 74669: Contador binário de 4 bits síncrono ascendente/descendente
- 74670: Banco de registradores de 4 por 4 com saídas 3-state
- 74671: Registradore de deslocamento de 4 bits bidirecional/Multiplexador com saídas 3-state
- 74672: Registradore de deslocamento de 4 bits bidirecional/Latch/Multiplexador com saídas 3-state
- 74673: Registrador de deslocamento de 16 bits com entrada serial e saída serial com registradores de armazenamento de saída e saídas 3-state
- 74674: Registrador de deslocamento de 16 bits com entrada paralela e saída serial com saídas 3-state
- 74677: Comparador de endereço de 16 bits com enable
- 74678: Comparador de endereço de 16 bits com latch
- 74679: Comparador de endereço de 12 bits com latch
- 74680: Comparador de endereço de 12 bits com enable
- 74681: Acumulador binário paralelo de 4 bits
- 74682: Comparador de magnitude de 8 bits
- 74683: Comparador de magnitude de 8 bits com coletor aberto
- 74684: Comparador de magnitude de 8 bits
- 74685: Comparador de magnitude de 8 bits com coletor aberto
- 74686: Comparador de magnitude de 8 bits com enable
- 74687: Comparador de magnitude de 8 bits com enable
- 74688: Comparador de magnitude de 8 bits
- 74689: Comparador de magnitude de 8 bits com coletor aberto
- 74690: Contador decimal de 4 bits/Latch/Multiplexador com reset assíncrono e saídas 3-state
- 74691: Contador binário de 4 bits/Latch/Multiplexador com reset assíncrono e saídas 3-state
- 74692: Contador decimal de 4 bits/Latch/Multiplexador com reset síncrono e saídas 3-state
- 74693: Contador binário de 4 bits/Latch/Multiplexador com reset síncrono e saídas 3-state
- 74694: Contador decimal de 4 bits/Latch/Multiplexador com resets síncrono e assíncrono e saídas 3-state
- 74695: Contador binário de 4 bits/Latch/Multiplexador com resets síncrono e assíncrono e saídas 3-state
- 74696: Contador decimal de 4 bits/Registrador/Multiplexador com reset assíncrono e saídas 3-state
- 74697: Contador binário de 4 bits/Registrador/Multiplexador com reset assíncrono e saídas 3-state
- 74698: Contador decimal de 4 bits/Registrador/Multiplexador com reset síncrono e saídas 3-state
- 74699: Contador binário de 4 bits/Registrador/Multiplexador com reset síncrono e saídas 3-state
- 74716: Contador de década programável (74LS716 é equivalente ao Motorola MC4016)
- 74718: Contador binário programável (74LS718 é equivalente ao MC4018)
- 74724: Multivibrador controlado por tensão
- 74740: Oito buffers/excitadores de linha inversores com saídas 3-state
- 74741: Oito buffers/excitadores de linha não-inversores com saídas 3-state e polaridade de enable misturada
- 74744: Oito buffers/excitadores de linha não-inversores com saídas 3-state
- 74748: Codificador de prioridade de 8 para 3 linhas
- 74783: Multiplexador de endereço síncrono (74LS783 é equivalente ao Motorola MC6883)
- 74790: Detector e corretor de erro (EDAC)
- 74795: Oito buffers com saídas 3-state (74LS795 é equivalente ao 81LS95)
- 74796: Oito buffers com saídas 3-state (74LS796 é equivalente ao 81LS96)
- 74797: Oito buffers com saídas 3-state (74LS797 é equivalente ao 81LS97)
- 74798: Oito buffers com saídas 3-state (74LS798 é equivalente ao 81LS98)
- 74804: Seis portas NAND de duas entradas excitadores
- 74805: Seis portas NOR de duas entradas excitadoras
- 74808: Seis portas AND de duas entradas excitadoras
- 74832: Seis portas OR de duas entradas excitadoras
- 74848: Codificador de prioridade de 8 para 3 linhas com saídas 3-state
- 74873: Oito latches transparentes
- 74874: Oito flip-flops do tipo D
- 74876: Oito flip-flops do tipo D
- 74878: Dois flip-flops dp tipo D de 4 bits com clear síncrono e saídas 3-state não-inversoras
- 74879: Dois flip-flops dp tipo D de 4 bits com clear síncrono e saídas 3-state inversoras
- 74880: Oito latches transparentes com saídas inversoras
- 74881: Unidade Lógica Aritmética/Gerador de funções de 4 bits
- 74882: Gerador de carry futuro de 32 bits
- 742960: Detector e corretor de erro (EDAC) (74F2960 é equivalente ao AMD Am2960)
- 742961: Buffer de dados EDAC inversor
- 742962: Buffer de dados EDAC não-inversor
- 742968: Controlador de memória dinâmica
- 742969: Controlador de sincronia de memória para uso com EDAC
- 742970: Controlador de sincronia de memória para uso sem EDAC
- 744060: Contador de ripple de 14 estágios com oscilador
- 744538: Dois multivibradores monoestáveis de precisão (reajustáveis, redisparáveis)